# Lijst van Waalse ministers van Landbouw en Landelijkheid
Dit is een lijst van ministers van Landbouw en Landelijkheid in de Waalse regering. 

## Lijst
| Nr. | Minister | Minister                    | Partij | Partij | Begin             | Einde             | Regering(en)                                   | Bevoegdheid               |
| --- | -------- | --------------------------- | ------ | ------ | ----------------- | ----------------- | ---------------------------------------------- | ------------------------- |
| 1   |          | Valmy Féaux (1933)          |        | PS     | 27 januari 1982   | 27 november 1985  | Damseaux, Dehousse II                          | Plattelandsleven          |
| 2   |          | Albert Liénard (1938-2011)  |        | PSC    | 27 november 1985  | 3 februari 1988   | Wathelet                                       | Plattelandsleven          |
| 3   |          | Daniel Ducarme (1954-2010)  |        | PRL    | 27 november 1985  | 3 februari 1988   | Wathelet                                       | Landbouw                  |
| 4   |          | Guy Lutgen (1936)           |        | PSC    | 3 februari 1988   | 12 juli 1999      | Coëme, Anselme, Spitaels, Collignon I, II      | Landbouw                  |
| 5   |          | José Happart (1947)         |        | PS     | 15 juli 1999      | 19 juli 2004      | Di Rupo I, Van Cauwenberghe I                  | Landbouw en Landelijkheid |
| 6   |          | Benoît Lutgen (1970)        |        | cdH    | 19 juli 2004      | 15 december 2011  | Van Cauwenberghe II, Di Rupo II, Demotte I, II | Landbouw en Landelijkheid |
| 7   |          | Carlo Di Antonio (1962)     |        | cdH    | 15 december 2011  | 22 juli 2014      | Demotte II                                     | Landbouw en Landelijkheid |
| 8   |          | René Collin (1958)          |        | cdH    | 22 juli 2014      | 13 september 2019 | Magnette, Borsus                               | Landbouw en Landelijkheid |
| 9   |          | Willy Borsus (1962)         |        | MR     | 13 september 2019 | 15 juli 2024      | Di Rupo III                                    | Landbouw                  |
| 10  |          | Céline Tellier (1984)       |        | Ecolo  | 13 september 2019 | 15 juli 2024      | Di Rupo III                                    | Landelijkheid             |
| 11  |          | Anne-Catherine Dalcq (1992) |        | MR     | 15 juli 2024      | heden             | Dolimont                                       | Landbouw en Landelijkheid |